# Blaptica formosa
Blaptica formosa är en kackerlacksart som beskrevs av Guilherme A.M.Lopes och de Oliveira 2005. Blaptica formosa ingår i släktet Blaptica och familjen jättekackerlackor. Inga underarter finns listade.